# Kroppsstrumpa
Kroppsstrumpa (på engelska bodystocking, ett ord som ibland förekommer även på svenska) är en kroppsnära ärmlös eller långärmad topp med tillhörande korta eller långa ben.
Plaggets förlaga är i princip leotarden, men den första egentliga kroppsstrumpan gjordes först 1961 av Warner's. Det var en baddräktsskuren body av hudfärgad crêpenylon som fungerade som en kroppsformande "andra hud" underkläder. 
Den långbenta och än mer kroppstäckande varianten kallas även "jumpsuit" eller "catsuit". Denna lanserades 1965 av Courrèges och var då av ribbstickad ull och buren under minikjol. Tvådelad eller hel har den återkommit i mode sedan det kroppsmedvetna 1980-talet.